# Sergej Iosifovič Paradžanov
Sergej Iosifovič Paradžanov (in russo Сергей Иосифович Параджанов?; in armeno Սարգիս Հովսեփի Փարաջանյան?, Sarkis Hovsep'i P'araǰanyan; in ucraino Сергій Йо́сипович Параджа́нов?, Serhij Josypovyč Paradžanov; in georgiano სერგო ფარაჯანოვი?, Sergo Parajanovi; Tbilisi, 9 gennaio 1924 – Erevan, 20 luglio 1990) è stato un regista sovietico, nato in Georgia da genitori armeni, ha vissuto e lavorato anche in Ucraina ed è morto in Armenia.

## Biografia

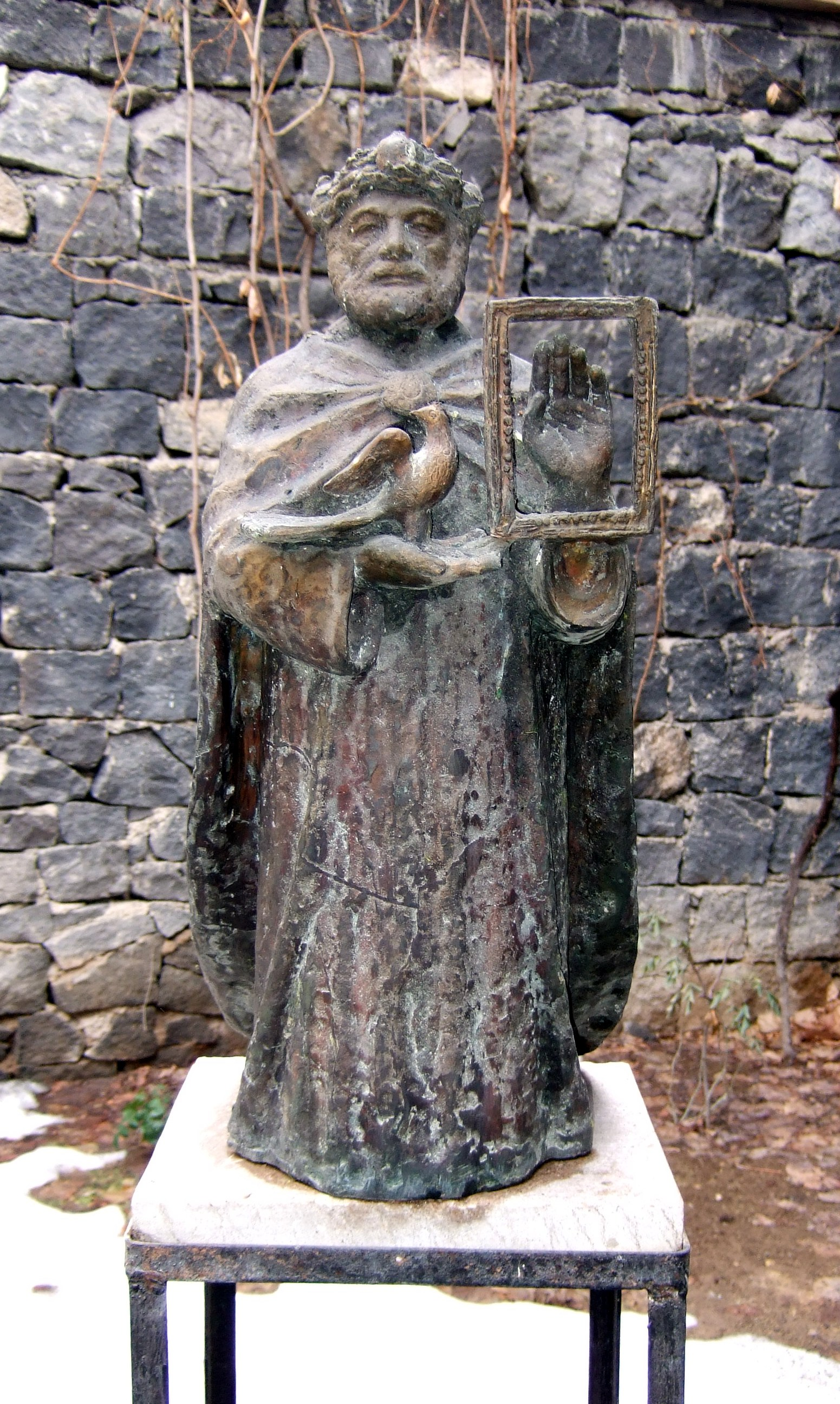
Statua di Sergej Iosifovič Paradžanov, situata ad Erevan.

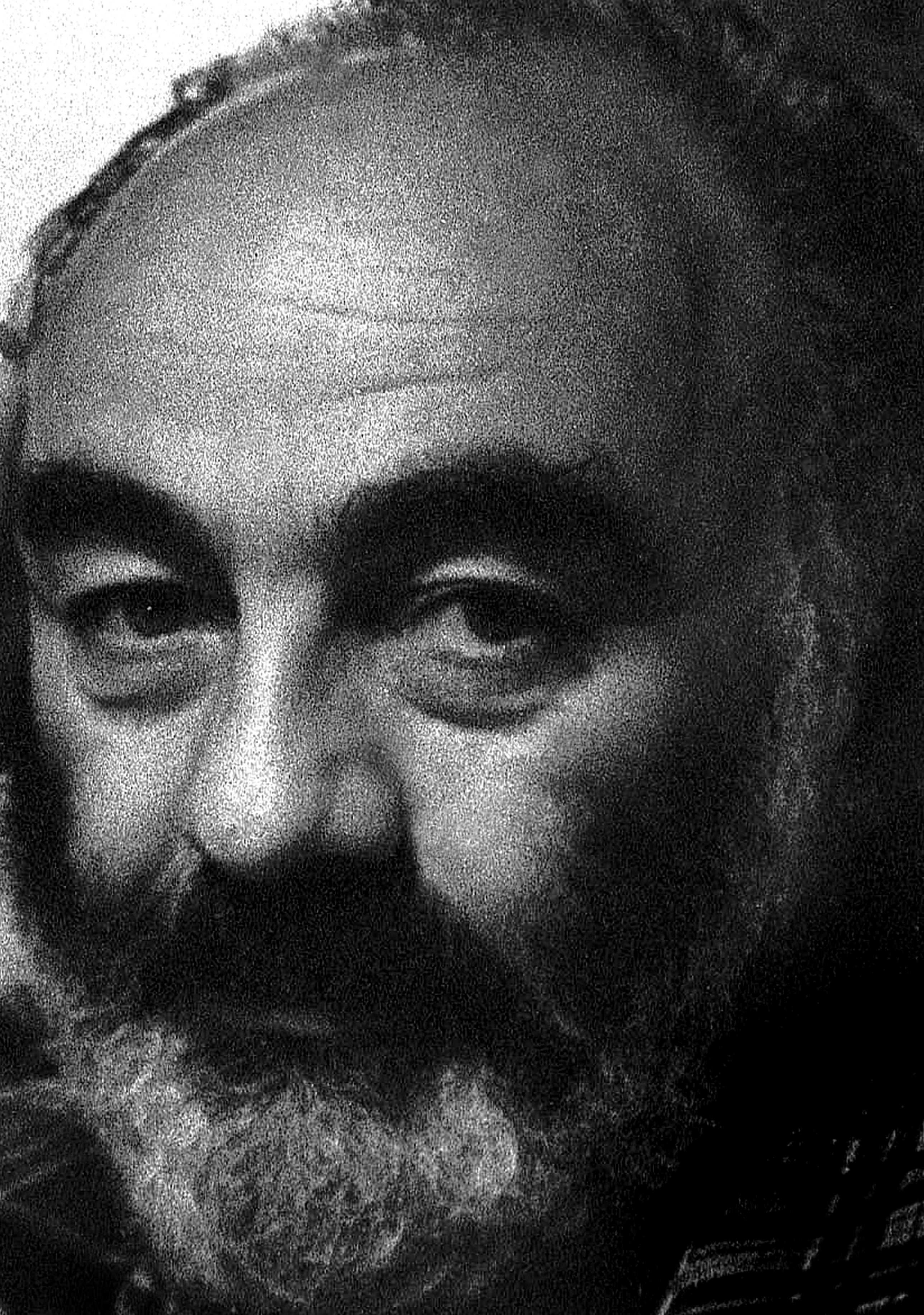
Sergej Iosifovič Paradžanov

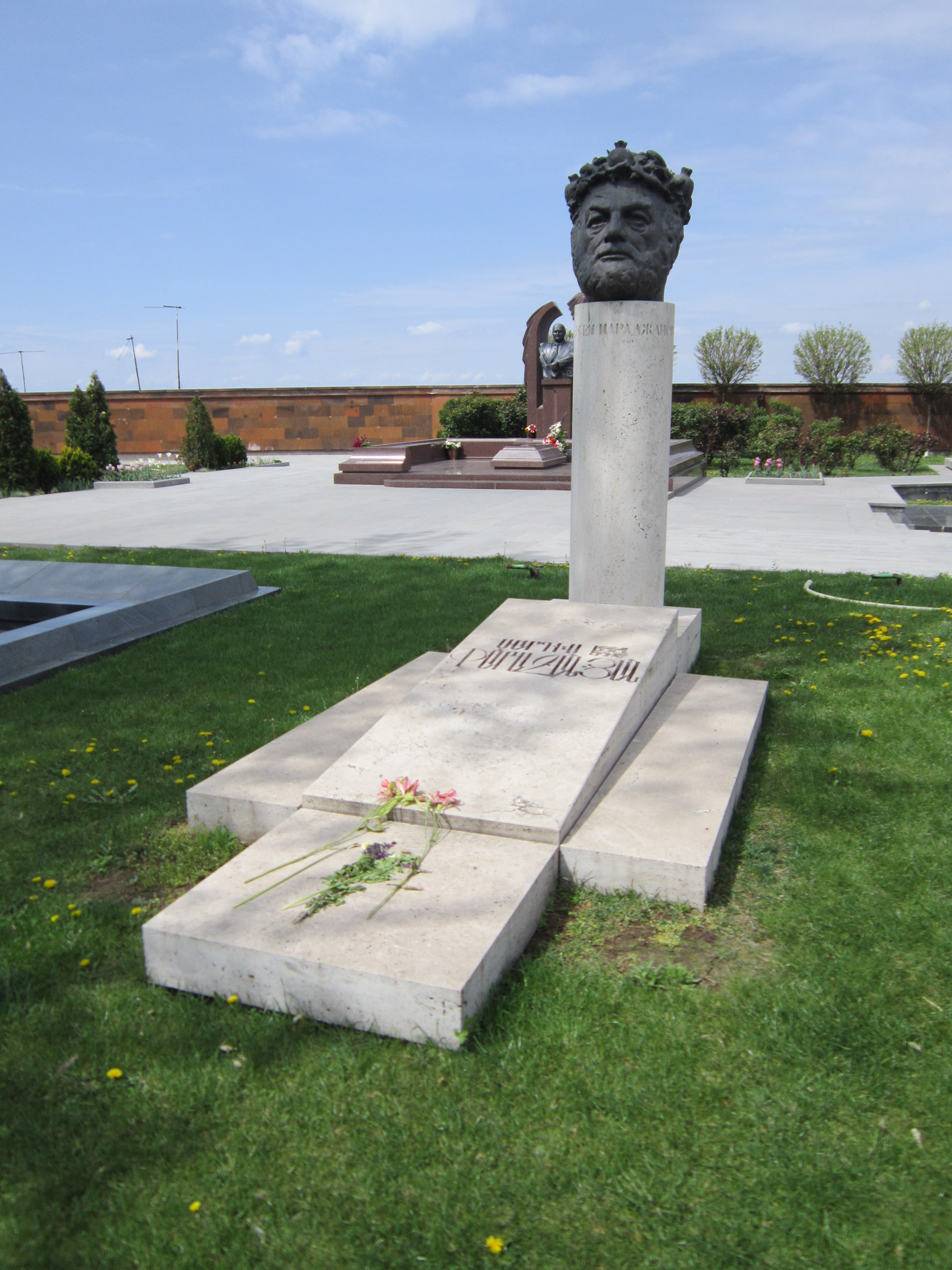
Tomba di Paradžanov, ad Erevan.

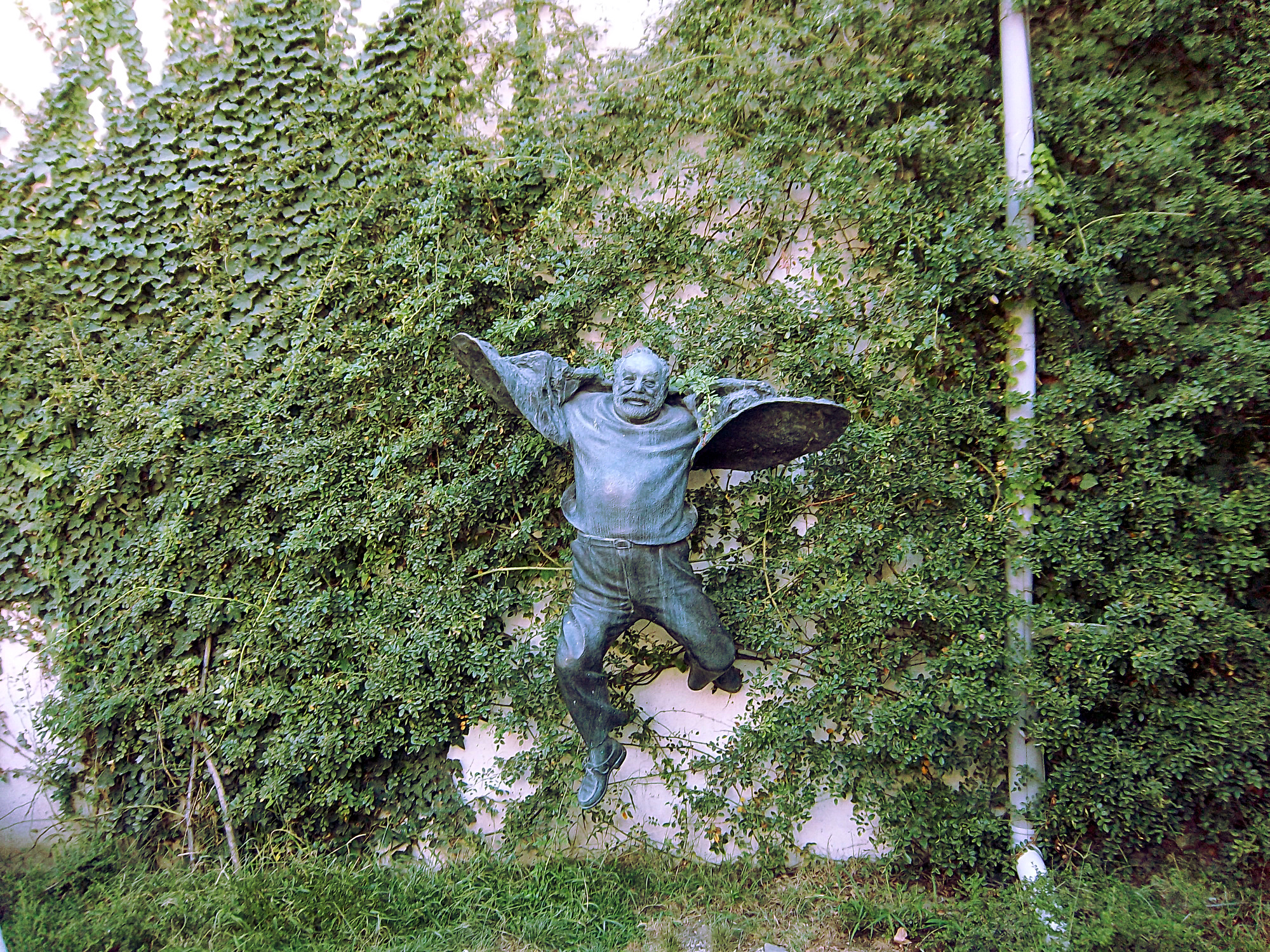
Statua situata a Tbilisi.

La sua opera, che affronta in chiave surrealista e visionaria le tradizioni popolari delle regioni caucasiche, è stata soggetta a fortissime censure da parte delle autorità sovietiche.
Durante la seconda guerra mondiale frequenta a Mosca i corsi di regia dell'Istituto Statale di Cinematografia, rivelandosi dotato di talento e fervida fantasia. Nel 1951, al termine dei corsi, inizia a lavorare agli studi cinematografici di Kiev, dove realizza documentari, cortometraggi e lungometraggi di propaganda, che in seguito ripudierà, definendoli "spazzatura". Nel 1964 si celebra il centenario dello scrittore ucraino Kočubinskij, e Paradžanov decide di ridurre per lo schermo un suo racconto, Le ombre degli avi dimenticati.
Uscito l'anno seguente, il film si rivela un'opera fuori dal comune nella cinematografia sovietica per l'ampio spazio riservato al folclore di una piccola comunità dei Carpazi, i Gutzul, anche se l'opera si allontana dai tradizionali canoni del cinema di carattere etnografico: fotografia e colore, utilizzati dal regista in maniera surreale, forniscono al film un senso di vertigine, di sogno misto a realtà. Il filo narrativo del film viene infatti continuamente stravolto da sorprendenti soluzioni visive che collocano l'opera entro un formalismo espressivo che rimanda alle Avanguardie sovietiche. La critica ufficiale accoglie male il film che per un certo tempo subisce anche il ritiro dalla circolazione, salvo riapparire all'estero presso alcuni festival cinematografici dove ottiene alcuni premi (primo premio al festival di Mar del Plata) - nonostante al regista non venga mai concesso di accompagnare l'opera.
Nel 1968 Paradžanov ritorna in Armenia, dove prosegue la sua ricerca di un cinema libero nella sua espressione. Ma il breve periodo del "disgelo" sovietico volge al termine, e al regista, firmatario di una protesta contro l'arresto di alcuni intellettuali ucraini, viene sistematicamente impedito di ottenere il permesso di girare. Nel 1969 riesce finalmente a portare a termine Il colore del melograno, da molti considerato il suo capolavoro. Il film è la biografia di Sayat-Nova, trovatore armeno del XVIII secolo; lo spunto biografico delle fasi della vita di questo poeta (rappresentate attraverso ieratici quadri figurati) è l'occasione, per Paradžanov, di affrontare il tema del ruolo dell'artista all'interno della società in cui vive ed opera. Il film viene immediatamente ritirato dalle autorità per "estrema deviazione dal realismo socialista". Tre anni più tardi, l'opera viene rieditata da parte di un altro regista.
Nel 1971 Paradžanov è costretto ad interrompere a metà le riprese di Affreschi di Kiev, rievocazione surrealista della nascita della capitale ucraina che critica la distruzione degli affreschi nelle chiese di Kiev: il progetto viene dichiarato antisovietico. Nel 1974 il regista viene arrestato con varie accuse, tra cui furto di oggetti d'arte e omosessualità, ed è condannato a cinque anni da trascorrere in un campo di riabilitazione. A seguito di una mobilitazione internazionale (capeggiata dal surrealista francese Louis Aragon), Paradžanov viene liberato nel 1977, ma gli viene impedito di girare film. Arrestato nuovamente nel 1982, è rilasciato qualche mese dopo.
In seguito al relativo rilassamento della censura, nel 1984 dirige La leggenda della fortezza di Suram e nel 1988 Asik Kerib - Storia di un ashug innamorato.
Muore a Erevan, in Armenia, nel 1990.

## Filmografia
- Moldovskaya skazka (1951)
- Andriesh, co-regia di Yakov Bazelyan (1954)
- Zolotye ruki, co-regia di Anna Nikolenko e Aleksei Pankratyev (1957)
- Dumka - cortometraggio (1957)
- Pervyy paren (1959)
- Natalya Uzhviy (1959)
- Rapsodia ucraina (Ukrainskaya rapsodiya) (1961)
- Il fiore sulla pietra (Tsvetok na kamne) (1962)
- Le ombre degli avi dimenticati (Tini zabutykh predkiv) (1964)
- Affreschi di Kiev (Kiyevskiye freski) - cortometraggio (1966)
- Hakob Hovnatanyan - cortometraggio (1967)
- Il colore del melograno (Sayat Nova) (1969)
- Il segno del tempo (Return to Life) - cortometraggio (1980)
- La leggenda della fortezza di Suram (Ambavi Suramis tsikhitsa), co-regia di Dodo Abashidze (1985)
- Arabeschi sul tema Pirosmani (Arabeskebi Pirosmanis temaze) - cortometraggio (1985)
- Asik Kerib - Storia di un ashug innamorato (Ashug-Karibi), co-regia di Dodo Abashidze (1988)
- Khostovanank - cortometraggio (1990)
- Parajanov: The Last Spring, co-regia di Mikhail Vartanov (1992) - (episodio: The Confession)[2]